# Acanthormius evertsi
Acanthormius evertsi är en stekelart som beskrevs av Papp och Van Achterberg 1999. Acanthormius evertsi ingår i släktet Acanthormius och familjen bracksteklar. Inga underarter finns listade i Catalogue of Life.